# 地球防御企业
地球防卫企业（日語：地球防衛企業ダイ・ガード）：1999年10月5日－2000年3月28日東京系列局各局播放的动画。全26話。由XEBEC擔任动画制作。香港的無線電視譯為「雷霆守護者」，並於至NET小人類時段內播放。
本作的漫画版（菅野博之、全3卷）及小説版（青木智彦、全2卷）由角川書店发售。

## 故事大綱
西曆2018年、日本突然遭到巨大不明物體「異界體」的襲擊，造成極為嚴重的傷亡，即使軍方動員所有部隊發動總攻擊，也無法對「異界體」造成任何傷害，最後軍方動用了OE武器，方才消滅了「異界體」。
事後為了擊退異界體，聯合國安全保障軍（安保軍）建造了超級機器人「大鐵衛」，並訂立了「界震災害關連法」，基於該法例讓安保軍對抗異界體的部隊民營化並移交到以對抗異界體為目的民間警衛公司「21世紀警備保障」管理。不過此後的12年間並無任何異界體出現，讓大鐵衛變成了「沒用的廢鐵」，連大鐵衛的維修管理也由公司業務部的「宣傳2課」負責（宣傳2課把大鐵衛當作宣傳品而接管了大鐵衛）。
不過在西元2030年秋天的某日、熱海突然出現異界體。剛好在現場的大鐵衛駕駛兼21世紀警備保障職員的赤木無視避難命令，為了災害支援而起動了大鐵衛。

## 登場人物

### 駕駛員
赤木 駿介（声：伊藤健太郎）
本作主角。是一名在21世紀警備保障公司業務部宣傳2課上班的上班族,也是大鐵衛的駕駛（負責操控）。25歳。從聯合國安全部隊遠東司令部附屬國際防衛大學畢業後進入21世紀警備保障公司。大學的成績雖然不能說很好、不過在實際操作部份卻相當優異、讓老師也對他刮目相看。會有「如果有那份心就能做到」的口頭禪、就連平常的業務也是如此。是個比起理性反而會更加訴諸感性的類型、作戰中也會直接使出超出其他駕駛想像或看起來不可行的行動，但也透過他好幾次這樣的行動而多次拯救大家。另外他的個性與行動力也是讓2課的氣氛可以更加提升的原因。有很孩子氣的一面、所以常與不同立場的城田有過多次的意見上的對立、但在這之中也讓他們的友情逐漸加深。初中2年級時就說要駕駛大鐵衛。次回預告中，他所說的「就算是上班族，也能保衛和平！」的台詞，也可以說是本作的主題。
桃井 伊吹（声：平松晶子、香港：陳凱婷）
大鐵衛中負責分析敵人與現場資料的領航員。20歳。高中畢業後就進入21世紀警備保障公司，雖然較赤木年輕，但是他工作上的前輩。因此讓赤木稱呼她時都會加個「小姐」。有著在複雜家庭環境長大的過去、並且成為她駕駛大鐵衛的重要原因。然後在面對自己的過去時、雖然一度失去繼續駕駛大鐵衛的理由，但由於義父奮鬥的姿態及他的說服下、再次決定駕駛大鐵衛。脾氣比較不好、同時個性好強又很男孩子氣。常與赤木進行小孩子般的吵架、在廣播劇的故事中反而讓大家懷疑她與赤木的關係。
青山 圭一郎（声：三木真一郎、香港：梁志達）
負責控制大鐵衛動力裝置的平衡的工程師。25歳。北海道綜合工業大学畢業。常對赤木不經思考的行動潑冷水、也負責對大衛鐵過熱的行為踩煞車。是3人中，駕駛大衛鐵動機最小的的人、故事一開始本來只是個普通上班族，一度還想要辭職離開公司。但在故事中盤，因為某個契機得到駕駛大鐵衛的理由、而能夠勇敢地去面對ヘテロダイン。負責煞住容易激動的赤木與桃井的工作。不但長得帥又會講話、給人喜歡裝模作樣的感決、不過本來的他卻是個討厭別人的事而我行我素的人。同時、因為是最小的孩子而非常掛念母親、為了照顧因病住院的母親、除非緊急情況，否則不會加班而會按時回家。不過除了一部分的人外，其他課內的人並不知情、以為他是與女孩子一起去玩，加上他也不會這件事多加解釋。廣播劇中向中原千秋告白說出自己是動畫迷並且還多少披露出他對動畫的知識。喜歡抽煙。

### 宣傳2課的OL
大山 紀子（声：根谷美智子、香港：盧素娟）
在宣傳2課中宛如母親般存在的女性。28歳。由於一直都是單身而被母親所擔心。實際上喜歡赤木、在他的面前常會臉紅、當知道遇難的赤木沒事時、還因為安心而哭了出來。出身廣島縣、所以與母親講話時都用廣島腔。除了桃井外，是宣傳2課的OL中對大鐵衛最為執著的人、原因則是因為曾在學校中學到廣島被丟下原子彈的歷史所致。酒量似乎很差、廣播劇的故事中、還因為喝酒而暴走、一邊生氣一邊大哭而引起騷動、還與桃井一起合唱「年輕男子」、而有非常熱情的個性。
入江 靜香（声：笠原留美）
宣傳2課的女性中最高的人。20歳。沉默而且面無表情，常一副不知道在想什麼模樣、但卻擅長輕聲在旁吐嘈。是女社員中唯一穿著造型特別的長裙制服的人、雖然散發成熟的氣氛、不過其實和桃井是課內最年輕的。
每次登場個性都會不同、而有著讓人捉摸不定的個性。
除了帶頭負責拍攝宣傳影帶外、也表示她對戀愛的興趣、不但造成大山與赤木及桃井的三角關係、也是首位質疑青山與中原的關係的人。
谷川 風花（声：田村由香里、香港：陸惠玲）
宣傳2課中的辣妹。20歳。雖然言行能從她的外表想像得出來、不過工作態度卻極度認真。是課內的開心果、也喜歡講八掛，不過每次他從秘書好友中得到的公司傳言卻是真偽各半。私生活卻是非常愛家、也擅長做家事。雖然對伊集院的行為不理不睬、但其實也沒有完全否定他的意思。
中原 千秋（声：大野まりな）
屬於宣傳2課。擔任經理工作。因為長得矮，常被人誤會是小孩子、實際上比入江大5歳。喜歡青山、不過一直難以告白。

### 其他宣傳2課的成員
大杉 春男（声：廣瀨正志）
21世紀警備保障企画開發部宣傳2課課長。48歳。性格は相當溫和。老是會在公司裡睡著、是個讓人想不出來會擔任管理職的人物。但背後與董事長一起推動公司、而能在本作中數次見到他的領導能力。過去屬於安保軍（階級是軍官）、後來與大河内（現任社長）一起離開軍隊並且在21世紀警備保障公司內來運用大鐵衛。與大河内一起制定対ヘテロダイン關連法、也是將大鐵衛移交到21世紀警備保障公司的人物中心人物。
橫澤 晉也（声：小西克幸、香港：黎偉明）
21世紀警備保障企画開發部宣傳2課課長補佐。30歳。從宣傳企畫到大鐵衛的整修・運用都很擅長、受到課長的高度信賴。可以從駕駛卡車到駕駛大鐵衛遠距離移動用輸送機(通稱信天翁)。似乎被大杉從自衛隊半強迫拉過來。老家其實是京都的旅館、並且也讓舉辦旅行的宣傳二課到那邊拜訪。有一名小学生女兒而且很溺愛她。
石塚 智美（声：泉尚摯）
宣傳2課三人組中之一人。是3人中的老大。負責課內的事務。体格大方，體型也很胖。有著讓人想不出來是27歳的老臉。
田口 友朗（声：肥後誠）
宣傳2課三人組中之一人。27歳。負責宣傳企画制作。本人很胖（特徵是眼鏡和蝴蝶結），個性則很孩子氣、自己的桌上則有大鐵衛的玩具。
伊集院 博孝（声：小西克幸）
宣傳2課三人組中之一人。27歳。負責国内外的交涉工作。本人很胖，講話會交雜著英文。經常會邀請谷川去玩(像是在有薪假時邀她一起去泡混浴的溫泉)。

### 其他21世紀警備保障的相關人物
百目鬼 里香（声：新谷真弓）
發現擊退ヘテロダイン的方法、並且就任21世紀警備保障技術部大鐵衛開發隊主任研究員、是眼鏡娘的天才学生博士。17歳。做為開發隊伍的負責人而對大鐵衛的能力提升有很大的幫助、但她對於所開發的武器不可否認地也有些過頭。大鐵衛運輸機信天翁及組裝卡車也是由她所設計出來。雖然智力很高，但外表及個性都很孩子氣、常讓第一次看到她的人誤會她是小孩子。另外雖然機械知識很高，不過卻完全不懂人情世故，亦缺乏常識（劇中她不知道臨時契約、所有權等概念，使得21世紀警備保障公司沒有大鐵衛附助武器的正式所有權,武器因而被聯合國安保軍收走）。曾經基於興趣而將桃井父親的本性告訴她、讓她因此一度離開大鐵衛（還想要離開21世紀警備保障公司）。會挑食、總是只吃營養價值高的食物。總是把洋介耍得團團轉、不過有時也會有主從易位的情形。由於在洋介的相機面前常會公然對他調情，似乎沒有完全否定他的樣子。
墨田 洋介（声：结城比吕）
大鐵衛整備班班長。喜歡機器人、思考回路和赤木非常像而很合得來。不過也常為赤木任意亂開造成大鐵衛的損害發出悲鳴。對於女性的興趣有點特別、對百目鬼一見鍾情。之後就親密叫她「小里香」、並且老是被他耍得團團轉。
是每次將百目鬼所考察的裝備裝備到大鐵衛的影子功臣。經常在大鐵衛陷入危機下進行維修作業、雖然多次扛下這種重責大任、但他也每次成功率領整備班完成工作。
大河內 傳次郎（声：土師孝也）
21世紀警備保障董事長。作為宣傳2課所理解的董事長、以前軍人的身分讓本來需要許多手續的大鐵衛可以直接在現場進行裁量、就連沒有訂約的區域也能以基於社會正義為由而允許可在現場逕自判斷、作為一名企業家也有一些問題行為。對於12年前出現的ヘテロダイン、當時是安保軍少校和現場指揮官的他，因為高層命令而使用OE兵器。一度由西島取代他的位置，但在之後則回歸。廣播劇裡、在宴會中趁著醉意、問在場的人該如何應付才好、而讓人看到他意外的一面。
神村 惠（声：鈴鹿千春）
21世紀警備保障社長秘書。和赤木是親戚、也是勸他加入21世紀警備保障公司的人。雖然看起來很堅強，不過其實很孩子氣，在廣播劇中也有點天然呆。
西島（声：泉尚摯）
21世紀警備保障公司常務董事。由於經營強勢及散播誹聞而取代了大河內成為新董事長。雖然創立了大鐵衛事業部，但大鐵衛事業部反而屢次引起麻煩、造成社會損害、公司股價大跌以及引起政府不滿等種種問題而因此被解任，之後被降職為停車場管理員。
山田（声：關智一、香港：黎偉明）
因為憧憬大鐵衛而加入21世紀警備保障公司、是新任職員。第23話登場。

### 安保軍
城田 志郎（声：小野健一）
安保軍派到21世紀警備保障公司的戰術顧問。31歳。由於堅持採用合理的戰術、所以多次與堅持信念的赤木有多次意見上的衝突。不過到了故事中盤，兩人逐漸能了解彼此的理念而能夠行動一致、但之後因為對西島的新體制以及佐伯的想法、而被迫停職在家。
也曾代替受傷的赤木，擔任大鐵衛的駕駛員。就在赤木所住院的醫院被攻擊時，對於拘泥面子問題的毒島說出「我想守護重要的朋友」而直接前往21世紀保障公司並駕駛大鐵衛等待著赤木的歸來。
原本被認為是個對工作相當嚴厲的人、但意外地也有擅於作蛋糕裝飾的一面。也一度帶赤木他們到自己喜歡去的居酒屋。由於是透過獎學金上大學而未曾打工過、所以雖然對於宣傳2課的工作不習慣也會努力做好並且因為本來就很認真的個性、反而因此做得比赤木還好。
飯塚（声：佐藤正治）
國防金鋼的駕駛。在大學中教授如何操作機器人、在突然中與學生一起成為國防金鋼的駕駛。為了要教導何謂正確的駕駛技術而與大鐵衛進行競賽並且壓倒赤木。
是赤木的恩師、不過喜歡稱他為赤點。
對於赤木嚴格地教導他如何作為組織及社會中的人士的應有樣子、不過也會有拯救落海的大鐵衛或是因為毒島的失策讓ヘテロダイン吸收國防金鋼時，違反命令拯救學生等充滿人情味的一面。並且在學生逃走後、一個人留在駕駛座中、說出「在這個時候、如果有那個傢伙在的話。赤點…」、而能看出他內心對赤木的高度評價。
佐伯 徹（声：柏倉勉）
城田的學弟。登場時把與赤木等人相遇而改變前的城田的教導視為一切、但在發現城田被改變後而對他說出「你變了」而拒絕與他合作。擁有將作戰變成資料和理論加以判斷的頭腦、所以常與不遵守這些東西的赤木等人（特別是赤木）發生衝突。不過在與他們一起作戰後，和城田一樣多少受他們所改變、最終將作戰的成否交給大鐵衛並且笑著說出「讓我們相信他們吧」。
牧瀨（声：遊佐浩二、香港：黎偉明）
在軍中接受正式訓練的駕駛。在西島擔任董事長時移轉到21世紀警備保障公司所設立的「大鐵衛事業部」成為大鐵衛的正式駕駛。雖然讓人覺得有自信又酷帥、但實際上卻是個只要模擬訓練或手冊上沒出現的情形就無法應付的人。小説版中則有些許的成長。
松任谷（声：上田祐司）
在軍中接受正式訓練的駕駛。在西島擔任董事長時移轉到21世紀警備保障公司所設立的「大鐵衛事業部」成為大鐵衛的駕駛之一。戴著眼鏡看起來相當知性並且有著只會貫徹手冊上所有內容的個性。在西島離職後、就算是宣傳2課復活而在赤木等人回來後、也在伊吹不在時暫時擔任代理駕駛。
柘植（声：千葉進步）
在軍中接受正式訓練的駕駛。在西島擔任董事長時移轉到21世紀警備保障公司所設立的「大鐵衛事業部」成為大鐵衛的駕駛之一。個性好強而且言行粗暴、與其他兩人一樣只要模擬訓練或手冊上沒出現的情形就無法應付。然後牧瀨・松任谷・柘植3人在西島離職後，也依然留在21世紀警備保障公司、並且在宣傳2課中負責大鐵衛的後勤支援。
毒島（声：岸野一彦）
安保軍少校。
是名極具野心而想要爭功的人，多次想要由自己來打敗異界體，結果卻總是讓事態惡化。
在不停失敗下，讓異界體的生存範圍跟著擴大，自己也因此陷入困境。於是為了負責而提議使用OE兵器、但對OE兵器的使用感到猶豫不決，最終在佐伯制止下才決定放棄使用。
仁科（声：佐藤正治）
聯合國安全保障軍遠東總參謀部上校。
與大河内是老朋友、也是安保軍中少數了的21世紀警備保障公司的理解者。被同僚稱為「ダイ・ガードびいき」而使他們感到困擾。

### 自衛隊
石原（声：坂口候一）
屬於航空自衛隊北部方面隊第二航空隊、在札幌雪節與赤木相遇時，正受到停職處分。理由是在追蹤ヘテロダイン、而誤鎖定攻擊其他國家的哨戒機時，對法律的修正在旁插嘴所致。對於能夠駕駛大鐵衛為了防衛而戰的赤木等人相當憧憬。從在苫小牧與ヘテロダインと交戰後而回到旅館的赤木那邊搶走鑰匙卡，並且跑去駕駛ガードファイター、為了擊敗沒有武器的ヘテロダイン而要用ガードファイター進行自殺攻擊。
的矢（声：池水通洋）
由於航空自衛隊北部方面隊第二航空團司令依法禁止自衛隊使用武器、於是藉由改正界震災害法的發佈而加入安保軍並且幫忙一起擊敗ヘテロダイン。

### 其他
櫻田 榮二郎（声：井上倫宏）
伊吹之父＝桃井醫生
醫師。在青山之母及赤木住院的醫院工作。雖然是是伊吹的繼父、但卻把伊吹當作親女兒一樣疼愛。災害時會直接穿著醫生袍到現場救助、也因此受到年輕醫師所敬仰。
伊吹之母
在丈夫伊吹死後、與桃井醫師再婚。很擔心伊吹的事情。
青山之母
青山之母，因病而在住院。雖然長得胖，但個性卻是相當喜歡照顧人。

## 登場機械
大鐵衛
聯合國安全保障軍（簡稱安保軍）開發、民間企業「21世紀警備保障股份有限公司」（由聯合國出資設立）使用來對抗異界體的機器人。全高25.0m、重量156.0t。機体各部内藏有電池來運作。馬達則是能以電壓驅動的高效率馬達、也裝備有昇壓装置。有三個駕駛座、從上到下分別設置在胸部・腹部・腰部位置。要能夠啟動駕駛座機能，必須由在各自的駕駛座中使用鑰匙卡才可以（但全員就算不使用鑰匙卡也能啟動大鐵衛）。雖然可在欠缺人員的情況下啟動而會增加其他人的作用、但也有欠缺一人的情況下造成運動性能大幅下降的缺點。每一次的出擊都會花費等同赤木三個月薪水的費用。(加上出擊時也會破壞周邊設施與汽車，所以實際上費用應該更高)
使用時，必須將腕部、胴体、腳部分解來搬送、然後在現場以專用卡車上的吊具來組裝，不過也會有因為現場不夠大而對組裝造成障礙的時候、但在故事中盤時被改造成能夠簡易分離・合体方式而可以自行行動的ガードファイター（腕部、頭部）、ガードストライカー（身體）、ガードビークル（腳部）的三台機體而能夠自行分離・合体。甚至ガードファイター也能夠用來飛行（不過因為是用來輔助合體的功能而無法長期飛行）。
使用當初並沒有任何武器、只要則是以近身戰為主（第3話中，使用的火箭飛拳、正確來說不是所謂的武器）。不過因為因為大鐵衛對付ヘテロダイン卻是相當有效（因為ヘテロダイン具有電磁波、能夠將ヘテロダイン吸引到大鐵衛身旁）、所以才開始強化結構、追加武器和新功能。主要武器有鑽頭手臂（附有噴射器並且因為旋轉太強而有很大的反作用力）、手指網手臂（能從手指發射網子來抓住敵人）、ノットバスター（炸藥式打樁機）、ノットパニッシャー（雙腕裝備直線型式打樁機）、グレートノットパニッシャー（ノットパニッシャー追加機械手臂）。小説中另外還有アサルト・ノットパニッシャー（在直線部位加上伸縮式功能來增加加速距離）。
設計上、雖然保持從鐵人28号以來的純粹的日式超級機器人風格、不過登場當初有著可說是比銅版堅硬一點的裝甲、而且還沒有火槍、内藏武器。這是因為開發成對付ヘテロダイン用的大鐵衛、在制定對ヘテロダイン關連法而移交給21世紀警備保障公司後、由於ヘテロダイン一直沒出現的12年間化為「沒用的廢鐵」、所以管理也交由宣傳2課作為宣傳活動作所致。直到再出場前、主要的業務反而來是用變成展場的觀賞品。
本作在插入廣告時能夠看到大鐵衛上半身的內部構造。直到25話前被認為是初期充滿空隙的內部構造、但到最終話時、由於裝甲被強化，而變成充滿零件的內部構造
小說版中中途退場而將任務交給大鐵衛二世、漫畫版中則是有世界各國建造的大鐵衛登場。
國防金鋼
由安保軍使用的對抗異界體用機器人。外貌像是大鐵衛、但有顏色為淡綠褐色。
由城田看上這台被安保軍所保管的大鐵衛試作機而加以組裝完成。然後因為安保軍內部認為這種像是「災害性国防」而具有重大公益性的作業竟然交給民間公司負責而感到不快，於是在他們的壓力下而配備給軍隊使用。不過駕駛駛座位置和駕駛人數則和大鐵衛相同。
其構造和能夠使用與大鐵衛一樣的武器，是其主要特徵。主要武器則有ノットバスター、頭部機槍、リボルバーアーム等很軍隊式的火器兵器（ノットバスター也是炸藥式）。故事中盤時、趁機利用了從21世紀警備保障公司接收的ノットバスター而成功地打倒ヘテロダイン。由於是試作機，所以似乎沒有分離功能。因此就算不用分離也能用大型運輸機運送國防金鋼並且空降所需的零件。
一度遭到ヘテロダイン所吸收、後來大鐵衛用ノットパニッシャー、成功擊倒ヘテロダイン而順利救出。以後經過改裝而成功復活。最終戰中因為城田的決定而讓它和大鐵衛共同奮鬥。結尾中也暗示有二号機的建造、會修復落後也是因為要能夠與二號機可以共通零件。
組裝卡車
負責運送大鐵衛的卡車。裝備有大鐵衛的各部位零件並且能夠使用吊車直接在現場組裝大鐵衛。吊車也附有纜線能夠直接從卡車上將零件吊起來組裝。也配備有讓駕駛搭乘的電梯。從可以將大鐵衛合體分離、運送新零件、幫電池充電等點來看有著活躍的各種表現。
大鐵衛運輸機 信天翁
擁有可以運送大鐵衛功能的VTOL航空機。可以運送裝備有分離零件（初期是腕部、身體、腳部）的組裝卡車。和大鐵衛一樣由宣傳2課保管。
一開始，不但平時可以將大鐵衛送到遠方、也因為其搭載能力而可以用在救護活動中。
不過到了後期，由於大鐵衛擁有可以合體分離的機能使其活躍次數下降。
國防金鋼運輸機
與信天翁機不同的運輸機、能夠直接運送無法分離的國防金鋼。
有配備機体下部、而可以在飛行中直接降下、並且比當初需要組裝才能作戰的大鐵衛更能快速進行作戰。
由於有著和國防金鋼一樣的機型而也能夠運送大鐵衛、結尾中也被用來執行對超巨大異界體戰的空降作業。

## 異界體
為因為自然現象「界震」所生的災害（正確來說是個像生物般行動的物体）的總稱。也可以稱為「怪獸」、雖然有著奇怪的外型和巨大的身體、但似乎沒有智能也沒有目的。
雖然是大鐵衛的敵人、但在作品中經常被當作像是「自然災害」一般、也就是像是地震或颱風般的存在（不過作品中，只有一部份與異界體有關的人才會這樣理解、一般人都認為是「怪獸」般的存在）。
異界體是因為「界震」讓從平行世界的能量流入到現世而讓不規則狀的核心因此產生。由於界震是因為地震所產生、所以在地震多的日本更容易產生異界體。
對於電磁波或磁場的產生反應相當強烈、讓它們喜歡前往充滿磁場的人類經濟活動據點。劇中還可以利用這種特性來引導它行進的方向。雖然這種特性讓它們會向人類的文化圈中進行攻擊而必須透過人類加以排除、不過有時也是無害的存在（結果真正會對人類產生災害、而會進行「攻撃」的個體反而非常少、甚至可以說是為了自衛而為之）而會就這樣放置著並且常因為人類的攻擊，反而讓它們因此更加巨大化。
由一個核心及多層構造組成、因此會讓對核心的大部份攻擊都無效。劇中的12年前，即使使用類似核武的OE兵器也只能艱辛地打倒。不過在小説版中、OE兵器只能破壞其外殼、而無法完全消滅。
作為核心的不規則體由於擁有將地球上的成份吸收而巨大化的性質。因此其組成大部分都是由界震發生地的所存在之物組成。可以依其成份而決定應對方式、也可能在減少界震值後而沉靜下來。但只要對它使用一般武器等攻擊就會造成其活性化。
不規則體
等同異界體存在的核心。當破壞掉時就能夠讓異界體直接消滅掉。但如果沒有破壞掉時就無法成功消滅、甚至如果向外殼攻擊反而無法造成損害而會讓其活性化。另外也有內部持有擬似核的異界體。
由於異界體是以不規則體而吸收地球上的成分、能夠因為複制其不規則狀而巨大化。依據其複制的模式可以特定其核心的內容。雖然大部份ヘテロダイン會依據其複制的東西而決定外型、但也有和複制的東西完全不同外型的個體存在。
當初沒有人知道不規則體的存在、能夠擊敗異界體也只是個偶然。不過在百目鬼研究下發現其存在、之後他才開始尋找不規則體並且發現而確認其存在、也因此想到破壞不規則體的戰術。因此特地開發了相應的武器。
黑大鐵衛
最終話中登場、像是守護著飄浮在高度5,000m的巨大異界體的不規則體的存在。上半身與大鐵衛很像、下半身則連接著像是蛇一樣長的異界體。通稱是黑大鐵衛（但其實基礎色是紫色）。
擁有與大鐵衛一樣的威力並且有著更快的速度、然後因為「連接本体」而擁有無限的能源和「生命力」、手腕還可以變成鑽頭或附有尖刺的棍子。直到與不規則體戰鬥前，都讓受到損害的大鐵衛與國防金鋼陷入苦戰。
雖然被大鐵衛蓋上降落傘封住其行動而用グレート・ノットパニッシャー攻擊它讓他停止行動。但因為是異界體一部份的器官而能夠很快再行動、因此其本體直到最後打倒巨大異界體的不規則體才完全停止而崩裂。
黑大鐵衛的名字、在赤木對於伊吹的獨自行動中也有登場、另外在國防金鋼完成記念儀式中，當記者看到國防金鋼後也說出了這個名字。

## 其他登場兵器
OE武器
本作中登場的戰略兵器，全名是Over Explosion。有著接近核武的強大破壞力，只要使用的話就能長時間讓一片地區域變成汚染區域。
12年前被作為對抗異界體的唯一方法，摧毀了一座城市。
最終戰中軍方為了對抗持續增大的超巨型異界體，而準備再次使用OE武器，並展示了OE武器有潛射彈道飛彈型號。
振動地雷
安保軍所有的的兵器。但感到振動時、就會造成一定範圍的破壞及土壤液化的特殊大型地雷。
在無法找到足以對抗異界體的武器的時期，除了使用大鐵衛外也會使用振動地雷，並且多次制止異界體的行動，而在整篇故事中暗自發揮其作用。另外也能遠距離操作來變換振動方向或修正。

## 制作
- 原作：XEBEC（角川書店刊）
- 企画、制作人：松山進（東京電視台）、湯浅昭博（創通映像）、佐藤徹（XEBEC）
- 構成：志茂文彦
- SF概念：きむらひでふみ
- 原案：菅野博之
- 総作画監督：石原満、富岡隆司、斉藤英子、大塚健、宇野真
- 美術監督：高山八大（Production-ai）
- 色彩設定：関本美津子
- 攝影監督：広瀬勝利
- 編集：岡田輝満
- 音響監督：三間雅文
- 音響制作：Techno Sound
- 音樂：田中公平、川井憲次
- 音響効果：倉橋静男（SOUND BOX）
- 錄音制作：Techno Sound
- 音樂制作人：佐佐木史郎、井上裕香子
- 音樂制作：Victor Entertainment
- 音樂制作協力：東京電視台Music
- 監督：水島精二
- 動畫製作：XEBEC
- 製作：TV TOKYO、創通映像、Victor Entertainment

## 主題曲
- 主題曲 

作詞・作曲：川畑アキラ、歌：ザ・コブラツイスターズ 
- 片尾曲 

作詞・作曲：遠藤響子、編曲：菅野洋子、歌：遠藤響子

## 各話標題
| 話數 | 標題 | 劇本                    | 分鏡                         | 導演         | 作画監督 |
| ---- | ---- | ----------------------- | ---------------------------- | ------------ | --- |
| 1    |      | 志茂文彦                | 水島精二                     | 水島精二     | 石原満、大塚健 |
| 2    |      | 志茂文彦                | 木村真一郎                   | 木村真一郎   | 富岡隆司、大塚健 |
| 3    |      | 石川学                  | 今石洋之                     | 鈴木幸雄     | 宍倉悠太、岸本誠司 |
| 4    |      | 北嶋博明                | 岩崎良明                     | 岩崎良明     | 河野利幸 |
| 5    |      | 稲荷昭彦                | うえだしげる                 | うえだしげる | 千葉道德 |
| 6    |      | 岡崎純子                | 木村真一郎                   | 鈴木幸雄     | 宇原英司 |
| 7    |      | 小出克彦                | 佐伯昭志                     | 須藤隆       | 高見明男、宇野真 |
| 8    |      | 石川学                  | 五月女有作 水島精二          | 五月女有作   | 佐々木敏子 小林多加志 |
| 9    |      | 堺三保                  | 岩崎良明                     | 岩崎良明     | 植田実 |
| 10   |      | 葉月九ロウ              | 高山秀樹                     | 吉川浩司     | 梶浦紳一郎、平山英嗣 |
| 11   |      | 葉月九ロウ              | 鈴木利正                     | 鈴木利正     | 斉藤英子、伊藤良明 |
| 12   |      | 石川学                  | 木村真一郎                   | 木村真一郎   | 石原満、大塚健 |
| 13   |      | 小出克彦                | 水島精二                     | 西山明樹彦   | 敷島博英 |
| 14   |      | 志茂文彦 きむらひでふみ | 水島精二                     | 水島精二     | 石原満、大塚健、富岡隆司 斉藤英子、宇野真、宇原英司 高見明男、河野利幸、千葉道德 佐々木敏子、植田実、小林多加志 伊藤良明、宍倉悠太、平山英嗣 敷島博英、梶浦紳一郎 |
| 15   |      | 稲荷昭彦                | 岩崎良明                     | 須藤隆       | 河野利幸 |
| 16   |      | 稲荷昭彦                | 星合貴彦 水島精二 木村真一郎 | 木村真一郎   | 前田明寿 |
| 17   |      | 葉月九ロウ              | 岩崎良明                     | 杉谷光一     | 植田実 |
| 18   |      | 北嶋博明                | 中津環                       | 藤本ジ朗     | 石井和彦 |
| 19   |      | 葉月九ロウ              | うえだしげる                 | うえだしげる | 千葉道德、松田剛吏 |
| 20   |      | 葉月九ロウ              | 中津環                       | 中津環       | 前田明寿 |
| 21   |      | 稲荷昭彦                | 木村真一郎                   | 則座誠       | 河野利幸、松田剛吏 |
| 22   |      | 小出克彦                | 伊東伸高                     | 須藤隆       | 伊東伸高 |
| 23   |      | 石川学                  | 佐藤竜雄                     | 杉谷光一     | 植田実 |
| 24   |      | 稲荷昭彦                | うえだしげる                 | うえだしげる | 河野利幸、松田剛吏 |
| 25   |      | 志茂文彦                | 木村真一郎                   | 木村真一郎   | 千葉道德、前田明寿 |
| 26   |      | 志茂文彦                | 水島精二                     | 水島精二     | 石原満、大塚健 斉藤英子、富岡隆司 |

## CD廣播劇
實錄！(株)21世紀警備保障　新年度大宴会
2000年4月5日發售的原創CD廣播劇。收錄在最終回打倒巨大ヘテロダイン後，所舉辦的21世紀警備保障公司的新年会的故事。以喜劇的方式來發展故事並且能夠看出本篇中主角們平常意想不到的模樣。

## 登場遊戲
並未有單獨的遊戲作品、而是出現在NAMCO BANDAI Games的《第2次超級機器人大戰Z 破界篇》及《再世篇》中（包括大鐵衛及國防金鋼）。不但要與ヘテロダイン戰鬥、也要與原作中未出現過的恐怖份子及侵略者進行戰鬥、但對於有人員的機體並不會攻擊駕駛艙、只會破壞動力部位或驅動部分讓他們無法戰鬥、並且在劇本中由主角們說出「不會殺傷任何人」的台詞。另外，與同樣是以民間企業擁有機器人而活躍著的作品《無敵機器人 托萊達G7》有所往來、雖然與擁有托萊達G7的竹尾公司的企業規模完全不同、但卻保持著良好的競爭關係。

## 備註
1. ↑  不過在對ヘテロダイン災害關連法中、21世紀警備保障是由安保軍作為委託人來決定大鐵衛對ヘテロダイン的作戰行動、所以難以說是「問題行動」
2. ↑  其實是讓同為XEBEC製作的科幻動畫《機動戰艦》的登場人物大豪寺凱以客串方式登場（大豪寺凱的本名則是山田二郎）。
3. ↑  最終回有3人在緊急避難中的21世紀警備保障公司暫時本部工作的場景。

## 外部連結
- 創通網站內的動畫介紹頁面